# Castaignos-Souslens

Castaignos-Souslens este o comună în departamentul Landes din sud-vestul Franței. În 2009 avea o populație de 382 de locuitori.

## Evoluția populației
| An        | 1975 | 1982 | 1990 | 1999 | 2006 | 2009 |
| --------- | ---- | ---- | ---- | ---- | ---- | ---- |
| Populație | 276  | 263  | 316  | 358  | 358  | 382  |